# Shokei Shōjo no Virgin Road
Shokei Shōjo no Virgin Road (処刑少女の生きる道 Shokei Shōjo no Bājin Rōdo?, lit. La forma en que vive la chica verdugo) es una serie japonesa de novelas ligeras yuri, escrita por Mato Sato e ilustrada por Nilitsu. SB Creative ha lanzado seis volúmenes desde el 12 de julio de 2019 bajo su sello GA Bunko. La novela ligera tiene licencia en Norteamérica por Yen Press. Una adaptación a manga con ilustraciones de Ryo Mitsuya se ha publicado en serie en la revista de manga seinen Young Gangan de Square Enix desde el 5 de junio de 2020, y se ha recopilado en dos volúmenes tankōbon hasta el momento. Una adaptación de la serie de a anime por J.C.Staff se estrenó el 2 de abril de 2022.

## Sinopsis

### Ambientación
Hace mucho tiempo, los vagabundos, que son llamados como «Los Perdidos», vinieron de un mundo alternativo conocido como «Japón» y se les dio un poder llamado «Concepto Puro». Crearon una civilización avanzada con la fuerza sobrenatural y terminaron usando el japonés como único idioma. Sin embargo, el poder del «Concepto Puro» perdió el control y trajo desastres y calamidades al mundo. Entre esos desastres, hay cuatro desastres legendarios: Espada de sal, que convirtió todo el continente occidental en la sal que se derritió en el mar, el Pandemonium, que cubre el archipiélago sur, la Sociedad Mecánica, que controla la Frontera Salvaje en el este, y el Starhusk, que excavó el centro del continente norte y lo puso a flote. Esos se llaman «Error Humano» y todavía tienen impacto en el mundo después de miles de años. Desde entonces, los Perdidos, aunque todavía llegan al mundo de vez en cuando, son tratados como un tabú.

### Trama
Menou es una Verdugo y es responsable de eliminar a los Perdidos. Ella intenta matar a Akari Tokitō, una Perdida, pero no lo logra. Akari tiene el Concepto Puro del Tiempo y es capaz de revertir su muerte después de haber sido asesinada. Menou tiene que encontrar una manera de matarla y no tiene más remedio que quedarse con Akari.

## Personajes
Menou (メノウ?)
 Seiyū: Iori Saeki
Akari Tokitō (時任 灯里 / アカリ Tokitō Akari?)
 Seiyū: Moe Kahara
Momo (モモ?)
 Seiyū: Hisako Kanemoto
Ashuna (アーシュナ?)
 Seiyū: Mao Ichimichi

## Media

### Novela ligera
Shokei Shōjo no Virgin Road está escrito por Mato Sato e ilustrado por Nilitsu. SB Creative ha lanzado seis volúmenes desde julio de 2019 bajo su sello GA Bunko. Yen Press obtuvo la licencia de la serie para su publicación en inglés.
| Volúmenes de novelas ligeras publicadas | Volúmenes de novelas ligeras publicadas                                             | Volúmenes de novelas ligeras publicadas | Volúmenes de novelas ligeras publicadas |
| Número                                  | Título                                                                              | Fecha de lanzamiento                    | ISBN                                    |
| --------------------------------------- | ----------------------------------------------------------------------------------- | --------------------------------------- | --------------------------------------- |
| 1                                       | «Por lo tanto, ella ha renacido» (そして、彼女は甦る Soshite, Kanojo wa Yomigaeru?) | 12 de julio de 2019                     | ISBN 978-4-8156-0118-8                  |
| 2                                       | «Blanquear» (ホワイト・アウト Howaito Auto?)                                        | 13 de septiembre de 2019                | ISBN 978-4-8156-0393-9                  |
| 3                                       | «La jaula de arena de hierro» (鉄砂の檻 Tessha no Ori?)                             | 14 de febrero de 2020                   | ISBN 978-4-8156-0481-3                  |
| 4                                       | «Pesadilla roja» (赤い悪夢 Akai Akumu?)                                             | 6 de agosto de 2020                     | ISBN 978-4-8156-0713-5                  |
| 5                                       | «Tierra prometida» (約束の地 Yakusoku no Chi?)                                      | 10 de febrero de 2021                   | ISBN 978-4-8156-0936-8                  |
| 6                                       | «Ataúd de sal» (塩の柩 Shio no hitsugi?)                                            | 12 de agosto de 2021                    | ISBN 978-4-8156-1140-8                  |

### Manga
Una adaptación a manga con ilustraciones de Ryo Mitsuya comenzó a serializarse en la revista Young Gangan de Square Enix el 5 de junio de 2020.
| Volúmenes de manga publicados | Volúmenes de manga publicados | Volúmenes de manga publicados |
| Número                        | Fecha de lanzamiento          | ISBN                          |
| ----------------------------- | ----------------------------- | ----------------------------- |
| 1                             | 9 de febrero de 2021          | ISBN 9784757570986            |
| 2                             | 10 de agosto de 2021          | ISBN 9784757574144            |

### Anime
En la transmisión en vivo del evento «GA Fes 2021», se anunció que la serie recibirá una adaptación a anime. La serie está animada por J.C.Staff y dirigida por Yoshiki Kawasaki, con Shogo Yasukawa supervisando los guiones, Keiko Tamaki diseñando personajes y Michiru componiendo la música de la serie. Egg Firm y SB Creative están produciendo la serie. Se estrenó el 2 de abril de 2022. El tema de apertura es «Paper Bouquet» de Mili, mientras que el tema de cierre es «Tomoshibi Serenade» (灯火セレナード Tomoshibi Serenādo?, lit. Serenata de la luz de lámpara) de ChouCho.

#### Lista de episodios
| N.º | Título <                                                     | Dirigido por     | Escrito por    | Fecha de emisión original |
| --- | ------------------------------------------------------------ | ---------------- | -------------- | ------------------------- |
| 1   | «La verdugo» Transcripción: «Shokeinin» (en japonés: 処刑人) | Yoshiki Kawasaki | Shōgo Yasukawa | 2 de abril de 2022        |
| 2   | «El perdido» Transcripción: «Mayoibito» (en japonés: 迷い人) | Yoshiaki Iwasaki | Shōgo Yasukawa | 9 de abril de 2022        |